# Alpinenhaus

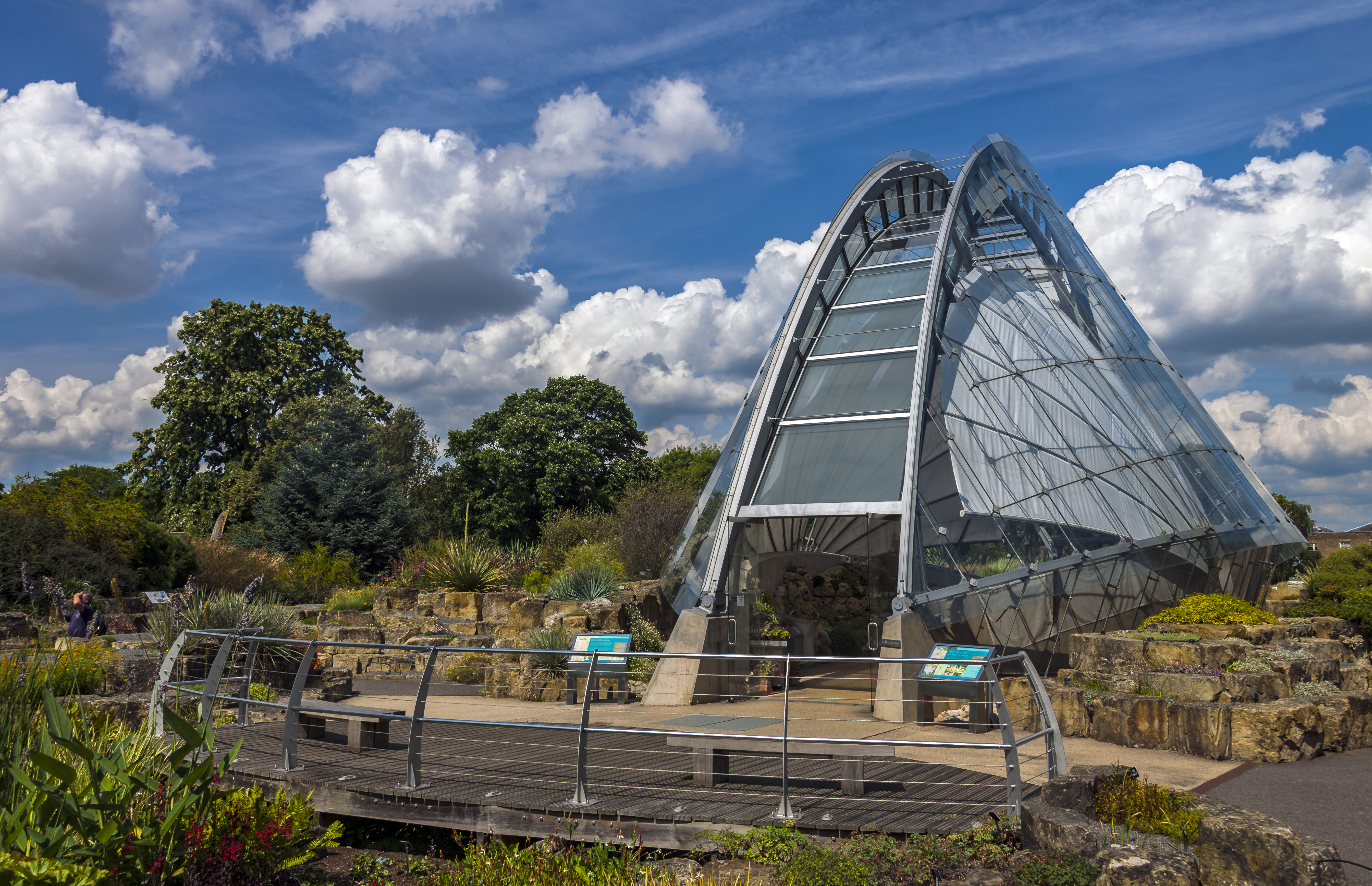
Alpinenhaus – Davies Alpine House in den Royal Botanic Gardens, Kew bei/in London, 2006

Ein Alpinenhaus, auch als Alpinhaus bezeichnet, ist gewöhnlich ein ungeheiztes Glashaus zur Kultur heikler Pflanzenarten. Oft ist es in den Boden eingesenkt. Der Vorteil davon ist, dass während des Sommers die Erwärmung langsam voranschreitet, im Winter hingegen die Abkühlung geringer ist.
Es wird zur Kultur von Pflanzenarten verwendet, die sensibel auf strenge Fröste reagieren, aber auch Schutz vor zu viel Niederschlägen, insbesondere im Winter, benötigen. Für viele dieser Arten sind die Bedingungen im Tropenhaus wegen der dortigen Wärme nicht geeignet, sodass eine Kultur im Alpinenhaus auch in botanischen Gärten zum Einsatz kommt. Dies betrifft außer Gebirgspflanzen auch mediterrane Pflanzen und Pflanzenarten vergleichbarer Klimazonen, die in Amerika und Asien beheimatet sind.

## Bauliche Ausführung

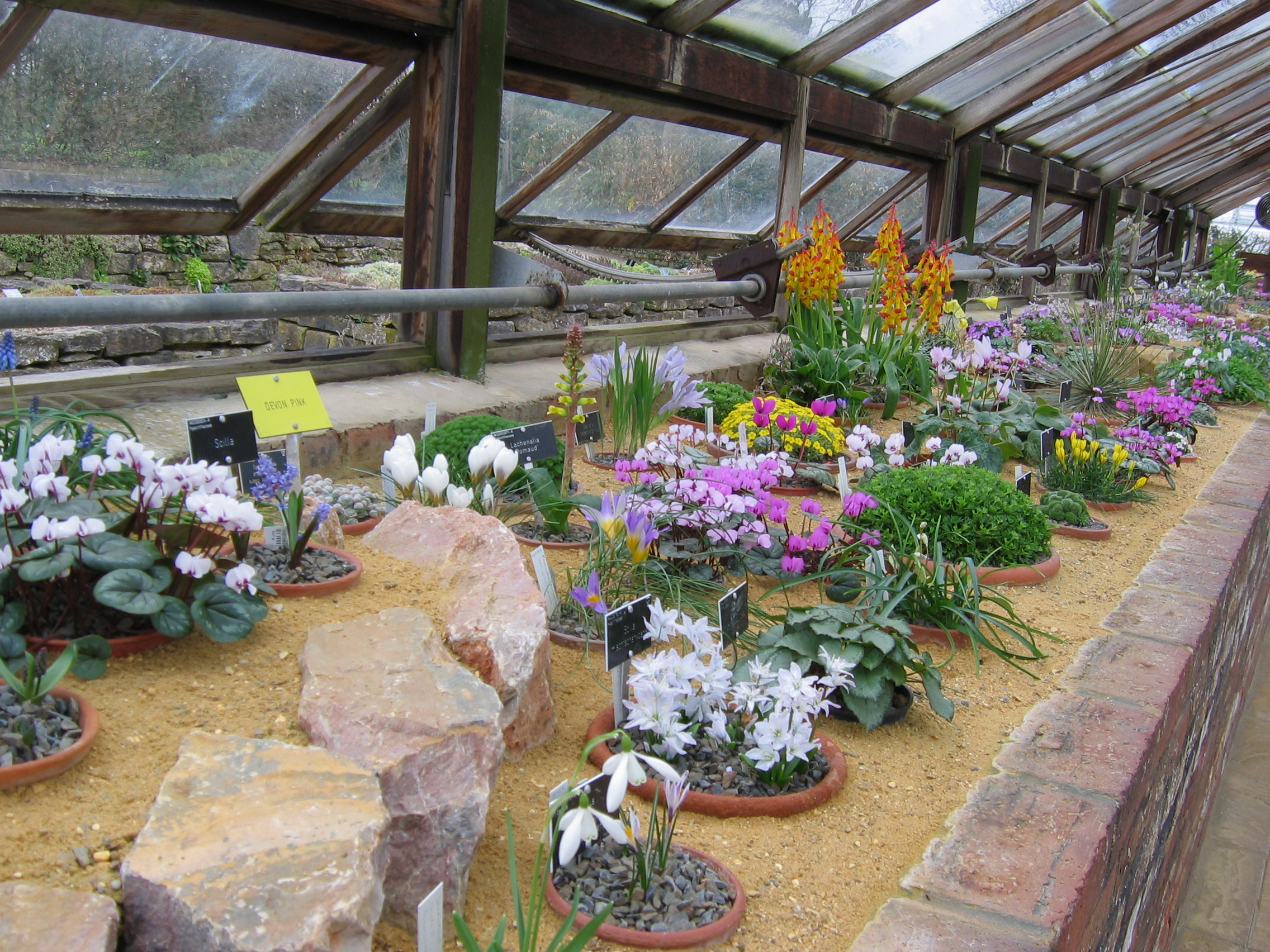
Im Alpinenhaus im Royal Horticultural Society’s Garden in Wisley, England

Das Alpinenhaus ist gewöhnlich als unbeheizbares Glashaus gestaltet, das häufig in den Erdboden eingesenkt ist. Das Alpinenhaus des Botanischen Gartens der Universität Innsbruck ist beispielsweise 14 Meter lang, 5 Meter breit und bis zum First 3,6 Meter hoch. Das Fundament ist ungefähr einen Meter in den Boden eingesenkt. Eine Trennwand im Inneren bietet dort die Möglichkeit, einen Bereich zu heizen und einen anderen unbeheizt zu lassen. Für eine optimale Luftzirkulation sorgen Seitenlüftungen und insbesondere Lüftungen rund um die Dachkanten. Um Blattverbrennungen und zu große Aufheizung während des Sommers zu vermeiden, besitzen Alpinenhäuser häufig eine Schattierungsvorrichtung. Im Inneren ist das Alpinenhaus meist mit Hochbeeten ausgestattet, die mit Sand befüllt sind. Hierin werden die in Tontöpfen gezogenen Pflanzen eingesenkt. Die Sandeinlage vermindert den Aufwand beim Gießen. Auch werden dadurch Frostschäden im Wurzelbereich während des Winters gewöhnlich vermieden.

## Vorteile
Der Vorteil der Erdeinsenkung liegt darin, dass während des Sommers die Erwärmung langsam voranschreitet, im Winter hingegen die Abkühlung geringer ist. Insbesondere Pflanzen, die im Hochgebirge beheimatet sind, sind dort gegen strenge Fröste durch eine dauerhafte Schneedecke während der kalten Jahreszeit geschützt. Im Sommer bieten im Gebirge nächtliche Abkühlungen Erholung zu den hohen Tagestemperaturen. Auch fallen die sommerlichen Niederschläge im Gebirge oft weniger intensiv aus. Diese Arten können sich an die Bedingungen einer Kultur in Regionen des Tieflands nur schwer anpassen, die durch Frostwechsel, strenge Fröste ohne Schneedecke, heiße Sommernächte und lang anhaltende Niederschläge geprägt sind. Andauernde Niederschläge begünstigen in tieferen Lagen Fäulniserreger, die im Gebirge nicht vorkommen. Eine Kultur im Alpinenhaus gleicht diese Unterschiede weitgehend aus.

## Belege
1. 1 2 3 4  Botanischer Garten Hötting: Alpinhaus. Universität Innsbruck (Memento vom 9. Juli 2022 im Internet Archive).
2. ↑  Eckehart J. Jäger, Friedrich Ebel, Peter Hanelt, Gerd K. Müller (Hrsg.): Exkursionsflora von Deutschland. Begründet von Werner Rothmaler. Band 5: Krautige Zier- und Nutzpflanzen. Springer, Spektrum Akademischer Verlag, Berlin/Heidelberg 2008, ISBN 978-3-8274-0918-8, S. 828.
3. 1 2  Abteilungen des Botanischen Gartens: Alpinenhaus. Website der Stadt St. Gallen, abgerufen am 13. Oktober 2019.
4. 1 2  Dirk Mann: Staudenraritäten: Gartenjuwelen kultivieren und sammeln. Franckh-Kosmos-Verlag, 2018, ISBN 978-3-440-15632-2, S. 92 f.